# Bronia
Bronia är ett omstritt släkte av ödlor. Bronia ingår enligt Catalogue of Life i familjen Amphisbaenidae.
Enligt The Reptile Database ingår alla arter i släktet Amphisbaena.
Arter enligt Catalogue of Life:
- Bronia bedai
- Bronia brasiliana
- Bronia kraoh
- Bronia saxosa